# Айно-Кайса Саарінен
Айно-Кайса Саарінен (фін. Aino-Kaisa Saarinen, 1 лютого 1979) — фінська лижниця, призерка Олімпійських ігор, чемпіонка світу. 
Саарінен виступає на змаганнях міжнародного рівня з 1998. Станом на літо 2010 вона чотириразова чемпіонка світу. В Саппоро, в 2007 вона виграла разом із подругами зі збірної Фінляндії естафетну гонку, в Ліберці в 2009 Айно-Кайса була першою в естафеті, в командному спринті та в індивідуальні гонці на 10 км. 
Три олімпійські бронзові медалі Саарінен виборола в командному спринті на Туринській олімпіаді, та в класичній гонці на 30 км і в естафеті у Ванкувері.